# Lordelo (Felgueiras)
Lordelo é uma localidade portuguesa do Município de Felgueiras que foi sede da extinta Freguesia de Lordelo, freguesia que tinha 1,51 km² de área e 357 habitantes (2011), e, por isso, uma densidade populacional de 236,4 hab/km².
A Freguesia de Lordelo foi extinta em 2013, no âmbito de uma reforma administrativa nacional, para, em conjunto com a Freguesia de Unhão, formar uma nova freguesia denominada União das Freguesias de Unhão e Lordelo com a sede em Unhão.
Lordelo pertenceu ao antigo concelho de Unhão e também ao de Barrosas, extinto em 1852, após o que passou a integrar o concelho (atual município) de Felgueiras.

## População
| População da freguesia de Lordelo | População da freguesia de Lordelo | População da freguesia de Lordelo | População da freguesia de Lordelo | População da freguesia de Lordelo | População da freguesia de Lordelo | População da freguesia de Lordelo | População da freguesia de Lordelo | População da freguesia de Lordelo | População da freguesia de Lordelo | População da freguesia de Lordelo | População da freguesia de Lordelo | População da freguesia de Lordelo | População da freguesia de Lordelo | População da freguesia de Lordelo |
| --------------------------------- | --------------------------------- | --------------------------------- | --------------------------------- | --------------------------------- | --------------------------------- | --------------------------------- | --------------------------------- | --------------------------------- | --------------------------------- | --------------------------------- | --------------------------------- | --------------------------------- | --------------------------------- | --------------------------------- |
| 1864                              | 1878                              | 1890                              | 1900                              | 1911                              | 1920                              | 1930                              | 1940                              | 1950                              | 1960                              | 1970                              | 1981                              | 1991                              | 2001                              | 2011                              |
| 247                               | 254                               | 225                               | 264                               | 253                               | 248                               | 276                               | 319                               | 339                               | 374                               | 349                               | 371                               | 396                               | 356                               | 357                               |

| Distribuição da População por Grupos Etários | Distribuição da População por Grupos Etários | Distribuição da População por Grupos Etários | Distribuição da População por Grupos Etários | Distribuição da População por Grupos Etários | Distribuição da População por Grupos Etários | Distribuição da População por Grupos Etários | Distribuição da População por Grupos Etários | Distribuição da População por Grupos Etários | Distribuição da População por Grupos Etários |
| -------------------------------------------- | -------------------------------------------- | -------------------------------------------- | -------------------------------------------- | -------------------------------------------- | -------------------------------------------- | -------------------------------------------- | -------------------------------------------- | -------------------------------------------- | -------------------------------------------- |
| Ano                                          | 0-14 Anos                                    | 15-24 Anos                                   | 25-64 Anos                                   | > 65 Anos                                    |                                              | 0-14 Anos                                    | 15-24 Anos                                   | 25-64 Anos                                   | > 65 Anos                                    |
| 2001                                         | 77                                           | 61                                           | 177                                          | 41                                           |                                              | 21,6%                                        | 17,1%                                        | 49,7%                                        | 11,5%                                        |
| 2011                                         | 65                                           | 45                                           | 195                                          | 52                                           |                                              | 18,2%                                        | 12,6%                                        | 54,6%                                        | 14,6%                                        |